# 運上雄基
運上 雄基（うんじょう ゆうき、1996年11月8日 - ）は、長野県長野市出身のプロアイスホッケー選手。ポジションはフォワード。アジアリーグアイスホッケーの横浜GRITSに所属。
普段は日本管財株式会社で働いている。愛称は"ゆうき"、"じょーさん"。

## 経歴
慶應義塾大学を卒業後、東京都社会人Sリーグの伊藤忠商事アイスホッケー部を経て、2023年1月2日にアジアリーグアイスホッケーの横浜GRITSに入団した。
2022-2023シーズンオフの2023年6月15日にGRITSと契約を継続した。
2023-2024シーズンオフの2024年5月29日にGRITSと契約を継続した。

## 人物
6歳の時に父親の影響でアイスホッケーを始める。
自分のプレーの特徴としてフィジカルとスピードを挙げている。
性格は超ポジティブで、趣味は筋トレ。